# Saldange
Saldange (llamada oficialmente San Miguel de Saldanxe) es una parroquia española del municipio de Pastoriza, en la provincia de Lugo, Galicia.

## Otras denominaciones
La parroquia también es conocida por el nombre de San Miguel de Salfanxe (posible errata).

## Organización territorial
La parroquia está formada por siete entidades de población:
- Casanova (As Casas Novas)
- Foxaca
- Pena (A Pena)
- Requian (A Requián)
- Tellan (Tellán)
- Torre (A Torre)
- Xulian (Xulián)

## Demografía
| Gráfica de evolución demográfica de Saldanxe entre 2000 y 2020 |
|                                                                |
| Datos según el nomenclátor publicado por el INE.               |